# チャールズ・イビー
チャールズ・サミュエル・イビー（Charles Samuel Eby、1845年11月4日 - 1925年12月20日）は、カナダ・ウェスレアン・メソジスト教会が明治時代初期に日本に派遣した宣教師であり、山梨県を中心に活躍した。
東京、静岡、甲府、沼津の四箇所に伝道地を持った。

## 生涯
1845年(弘化2年)11月4日 父ヨナス・イビーと母ハンナの第四子としてカナダのオンタリオ州に生まれる。2歳の時、エローラに移住。
1865年(慶応元年)秋 ビクトリア大学 (トロント大学)に入学。
1868年(慶応3年) ドイツのハッレ神学大学に留学し、2年間研究を続ける。その後ヨーロッパ各地を回りドイツ語とフランス語で説教を行う。
1870年(明治3年)末 カナダに戻りヴィクトリア大学で研究を続ける。
1871年(明治4年)
- 5月 文学士（Ｂ・Ａ）の学位取得[3]。
- 6月 按手礼を受け牧師となる[3]。
- ネリー・ケッペル（Nellie Keppel）と結婚[3]。
- カナダのオンタリオ州プレストンに移住[3]。
- ドイツミッションの監督となる[3]。

1876年(明治9年)
- 8月 日本派遣宣教師の募集に応じ、妻と長男長女を連れて日本へ出発[3]。
- 9月8日 カナダ・メソジスト教会第2陣宣教師としてG・M・ミーチャムと共に横浜到着[3]。
- 9月9日 第1陣宣教師（ジョージ・コクランとデイヴィッドソン・マクドナルド）と第2陣宣教師がコクラン邸に集まり、部会を組織。コクランが部会長、イビーが書記に選ばれた。浅川 広湖・山中笑・佐藤重道の3人が教職試補に挙げられた。また、日本メソヂスト教会と呼称することが決定した。[3]
- 最初は中村敬宇の小石川同人社に勤め、メソジストの信仰箇条や教会礼文などの翻訳事業に携わっていた。[4]

1877年(明治10年)
- 冬 長男がジフテリアにより死去[3]。
- 7月13日 日本メソヂスト教会第二回部会を開き、杉山彦六(後の土屋彦六)・平岩愃保・細井省斎の3人が教職試補に採用した。この時、平岩より近藤喜則の「蒙軒塾（蒙軒学舎）」という私塾がクリスチャン講師を求めていることを語った[5]。
- 7月20日 夏季休暇に蒙軒塾の英語講師をするため東京を出発[5]。
- 7月23日 イビーと平岩が三島で合流。沼津のG・M・ミーチャム宣教師の家で日本語訳福音書を分けてもらう[5]。
- 7月24日 山梨県巨摩郡睦合村南部に到着[5]。
- 7月25日 住職のいない日蓮宗の寺を宿舎に選び、すぐにマタイの福音書の講義を開始。その日のうちに持参した福音書は全部なくなってしまい、静岡のマクドナルドの元へ使いを走らせた。[5]
- 7月29日 僧侶により日曜礼拝の妨害が行われる[5]。
- 7月30日 宿舎を村の北方にある禅寺に移す[5]。
- 8月20日 定住を懇請する人々に対し、甲府に住むことを約束して横浜へと戻る[5]。
- 10月 甲府を訪れ、移住を決意[5]。

1878年(明治11年)
- 4月24日 助手の浅川広湖と金井貞久を連れ甲府へ移住[6][7]。甲府緑町にあった浅尾長慶の「英学義塾」のお雇い教師に就任する。[8]
- 4月28日 堅近習町（たつきんじまち、現在の甲府市中央二丁目）の仮宿舎で宣教開始[7]。
- 6月9日 桜町（さくらちょう）11番地の借家で礼拝開始。そこで桜町英語学校を開設した。[7]
- 6月中 桜町11番地の借家のもう一棟に入居[7]。
- 7月7日 甲府メソジスト講義所（後の甲府教会）を創設[9][8]。浅川広湖が初代日本人牧師となる[8]。
- 7月19-20日 築地で第三回部会が開かれ、浅川広湖の任地は甲府と指定される[7][8]。同時に山中笑は静岡、杉山彦六は沼津、平岩愃保は東京牛込と指定される[8]。
- 12月30日 桑原道貞（後の伝道士）と小林光泰（後の甲府教会第八代牧師）の洗礼を行う[8]。
- 三年間に渡り、馬で山梨県下を巡回する。勝沼、穂積、市川、谷村、日下部などの諸教会と二十箇所以上の講義所を設立する。

1879年(明治12年) 
- 3月16日 結城無二三が尋ねてきて教えを乞う。[8]
- 4月6日、結城は妻と長男を伴ってイビーの元を訪れ、家族で洗礼を受ける。[9][8]
- 7月 浅川広湖が甲府教会から静岡教会に転任する。[8]

1880年(明治13年)7月 土屋彦六牧師が下谷教会から甲府教会に赴任し2代目牧師となる。
1881年(明治14年)
- 2月15日 甲府を後にし、東京に移った[10]。
- 日本文化の海外紹介を目的とする英文雑誌「クリサンセマム」の編集長を引き受ける[10]。

1882年(明治15年)4月 牛込教会（後の頌栄教会）に赴任し、4代目牧師となる。
1883年(明治16年)
- 4月　牛込教会を離れる[11]。
- 春から、四ヶ月に渡り毎週土曜日、木挽町の明治会堂で英語と日本語で「東京演説」を行った。これは、東京大学などで、はやっていたスペンサーの不可知論やダーウィンの進化論に対抗して行った、キリスト教護教のための演説である。英国公使H・S・パークスや米国公使デキソンが毎回出席した。

1889年(明治22年)
- 3月25日　駒込教会で建築家伊藤為吉氏の結婚式を行う[12]。この駒込教会は伊藤為吉氏の作品である[12]。また、イビー氏邸の建築も彼が行っている[13]。
- 8月　東京府本郷区(現文京区)本郷に中央会堂（現・本郷中央教会）建設用地取得[2]。

1890年(明治23年)1月　中央会堂、建設開始。
1890年(明治23年)6月　中央会堂、完成前に火災により焼失し建築をやりなおす。
1891年(明治24年)1月3日　中央会堂、献堂式。
1894年(明治27年)　離日。カナダオンタリオ州バンクーバーで牧師を務める。
1913年(大正2年)　カナダサスカチュワン州サスカトゥーンに移る。ビクトリア大学 (トロント大学)から名誉進学博士号を受ける。
1925年(昭和元年)12月20日　死去。